# Mr.&Mrs. スミス (2024年のテレビドラマ)
『Mr.&Mrs. スミス』（英: Mr. & Mrs. Smith）は、1996年のテレビドラマおよび2005年の映画を基にした、フランセスカ・スローンとドナルド・グローヴァーが製作したスパイスリラーテレビシリーズで、2024年2月2日から配信された。主演はグローヴァーとマヤ・アースキンが勤めている。

## 設定
見ず知らずの2人が、夫婦である "ジョン "と "ジェーン"・スミスを名乗り、謎の組織のエージェントになることに同意する。この夫婦は、諜報技術と人間関係が試されるミッションをこなしていかなければならない。

## 出演
※括弧内は日本語吹替

### メイン
- ジョン・スミス（マイケル）：ドナルド・グローヴァー（関智一）
- ジェーン・スミス（アラナ）：マヤ・アースキン（佐古真弓）

### ゲスト
- ハリス・メーターバック：ポール・ダノ（内田夕夜）
- 最初の別のジョン・スミス：アレクサンダー・スカルスガルド（川田紳司）
- 最初の別のジェーン・スミス：エイザ・ゴンザレス（小松由佳）
- エリック・シェーン：ジョン・タトゥーロ（千葉繁）
- ガボール・マーティン：シャロン・ホーガン（英語版）（藤貴子）
- パーカー・マーティン：ビリー・キャンベル（東地宏樹）
- 2番目の別のジェーン・スミス：パーカー・ポージー（本田貴子）
- ルニ：ウルスラ・コルベロ（英語版）
- 2番目の別のジョン・スミス：ヴァグネル・モウラ（宮内敦士）
- トビー・ヘリンジャー：ロン・パールマン（土師孝也）
- ベヴ：ミカエラ・コール（英語版）（斎賀みつき）
- セラピスト：サラ・ポールソン（安藤麻吹）
- コーシャ食品店員：デイヴ・アテル（英語版）
- デニース：ビバリー・グローヴァー（磯辺万沙子）

ドナルド・グローヴァーの母親であるビバリー・グローヴァーがジョン・スミスの母親役で初出演した。

## エピソード
| 通算 話数 | タイトル                                              | 監督                         | 脚本                                                                        | 公開日       |
| --- | ----------------------------------------------------- | ---------------------------- | --------------------------------------------------------------------------- | ------------ |
| 1 | "初デート" "First Date"                               | ヒロ・ムライ                 | フランセスカ・スローン & ドナルド・グローヴァー                             | 2024年2月2日 |
| 「ジョン」と「ジェーン」というカップルが武装した侵入者によって撃ち殺される。その後、2人の見知らぬ男女が謎の組織の面接を受け、過去との絆を断ち切ってスパイになるために雇われる。彼らは「ジョン」と「ジェーン」・スミスとして、「ハイリスク」レベルの任務を担当することになる。最初の任務で、彼らはパッケージを奪取し、特定の場所に配達するよう指示される。ジョンとジェーンは、配達先の住人を爆破してしまう爆弾であることが判明したものを配達しながら、ぎこちなく絆を深めてゆく。 |                                                       |                              |                                                                             |              |
| 2 | "協定" "Second Date"                                  | ヒロ・ムライ                 | フランセスカ・スローン                                                      | 2024年2月2日 |
| ジョンとジェーンは注意深く打ち解け始め、セックスはしないという最初の協定を結び、最終的には別々の道を歩むことを計画する。次の任務は正装してサイレント・オークションに潜入し、未知のターゲットから慎重に情報を引き出すこと。標的がエリック・シェーンであることを突き止めたものの、コミュニケーションミスで自白剤を過剰投与してしまう。ハンドラーから、これが最初の任務失敗であり、あと2回の失敗しか残されていないと告げられる。その後の感情と絆から、二人は協定をやぶり同衾する。 |                                                       |                              |                                                                             |              |
| 3 | "初めての休暇" "First Vacation"                       | カレーナ・エヴァンズ         | イヴォンヌ・ハナ・イ                                                        | 2024年2月2日 |
| スミス夫妻の次の任務は、ガヴォールとパーカーの二人を観察して報告するためにイタリアのドロミーティに行くことだった。ジョンとジェーンは任務を通じてさらに絆を深めてゆくが、ジョンが規則に違反して母親と常に連絡を取り合っていることが明らかになり事態は急展開する。情報を引き出すために二手に別れてそれぞれのターゲットを尾行しいたジョンは、すでにガヴォールの電話を盗聴して任務を完了していたにもかかわらず、彼女が誘拐された時に救出を試みる。ガヴォールを救出し、誘拐犯を排除したジョンは凍え死にそうになっていたところをジェーンに救われる。回復する中で、二人はお互いに深い感情を抱き始めていることに気づく。 |                                                       |                              |                                                                             |              |
| 4 | "ダブルデート" "Double Date"                          | クリスチャン・スプレンジャー | アダマ・エボ、アダンヌ・エボ、イヴォンヌ・ハナ・イ & フランセスカ・スローン | 2024年2月2日 |
| ジョンとジェーンは、「スーパーハイリスク」レベルで活動するもう一組のスミス夫妻に出会う。二人はもう一組のスミス夫妻を家に招いてダブルデートをし、そこで二組のカップルは任務、ライフスタイル、ロマンス、会社について語り合う。最終的には別々の道を歩んで辞めるという二人の合意を持ち出すと、もう一方のスミス夫妻は雇用主がそんなことは決して許さないと示し、以前別のジェーンとジョンが排除されたことを話し合う。スミス夫妻は「スーパーハイリスク」なミッションに同行するよう説得されるが、騙されて自分たちでミッションを遂行することになる。任務は成功したものの、二人は心に傷を負う。その夜、二人は互いの愛を認める。 |                                                       |                              |                                                                             |              |
| 5 | "家族計画" "Do You Want Kids?"                        | カレーナ・エヴァンズ         | カーラ・チン、スティーヴン・グローヴァー                                    | 2024年2月2日 |
| ジョンとジェーンは、会社にとって明らかに重要な資産であるトビー・ヘリンジャーを保護し、護衛しなければならない。隠れ家に到着した三人は待ち伏せされ、追っ手を逃れた後、ジェーンの知らぬ間にジョンが購入した物件に身を隠す。二人のハンドラーはジェーンに幸せかと尋ねる。トビーとその日の出来事をきっかけに、スミス夫妻は将来について話し合う。翌朝、待ち伏せから逃れたトビーをボートに乗せてから、追手が攻め込んできた家をジェーンが爆破する。トビーを水上機に乗せて帰宅してからスミス夫妻は子供を持つことについて話し合い、ジョンはそれを望むがジェーンは反対する。彼らのハンドラーはジェーンの成功に目をつけ、彼女にジョンと入れ替わる選択肢を与え、緊張が高まる。 |                                                       |                              |                                                                             |              |
| 6 | "カップルセラピー" "Couples Therapy (Naked & Afraid)" | エイミー・サイメッツ         | イヴォンヌ・ハナ・イ、シュラー・パパス、フランセスカ・スローン              | 2024年2月2日 |
| ジョンとジェーンはカップルセラピーのセッションに何度も参加する。二人はソフトウェアエンジニアと称して、自分たちの仕事や人間関係について話し合う。セラピー中、フラッシュバックでジョンが潜入の式を取ろうとした任務、その後のターゲットの追跡と処刑、荒野での追跡ミッションなど、夫婦間のさらなる緊張に繋がったミッションが示される。ジョンはジェーンが自分を尊敬してくれているのが寂しいと言い、ジェーンはジョンの行動と相性についての自分の信念について話し合う。セラピストは、毎回のセッションを記録していることを明らかにする前に別々に働くことを提案する。スミス夫妻は記録を破壊するために立ち去る前に放火する。 |                                                       |                              |                                                                             |              |
| 7 | "浮気" "Infidelity"                                   | エイミー・サイメッツ         | フランセスカ・スローン                                                      | 2024年2月2日 |
| 現在、ジョンとジェーンは別々に任務に取り組んでいる。ジェーンは潜入し、ジョンのターゲットであるライバル会社のスパイで、ジョンと寝ていると思い込んでいるベヴに銃を突きつけて二人の関係について尋問する。ジョンが戻ると逃げる前にベヴは二人を襲い、ジョンは殺されそうになる。二人はべヴを追うが、ベヴはスミス夫妻が最初の任務を遂行したカフェで追跡装置を捨てて姿を消す。二人は互いの行動と居場所に関する情報を会社から提供されたことに気づき、会社が二人の間に溝を作ろうとしていることが明らかになる。3回目の失敗をした今、二人は次の指示を待つように指示される。ジョンはもう終わりだと認めて立ち去る。ジェーンは怒りに任せてジョンのコンピューターを破壊するが、不気味にも翌朝新しいコンピューターが届けられる。 |                                                       |                              |                                                                             |              |
| 8 | "別居" "A Breakup"                                    | ドナルド・グローヴァー       | フランセスカ・スローン、ドナルド・グローヴァー                              | 2024年2月2日 |
| ジョンとジェーンはお互いを抹殺するように指示される。ジェーンは銃撃されて飼い猫のマックスが殺され、一方ジョンは母親の家で仕掛け線とC-4爆薬を発見する。二人は会うことに同意し、互いに相手を責める。ジェーンは爆弾でジョンを殺そうとするが、ジョンは脱出してジェーンを追跡する。ジェーンは家に帰りつき、ジョンの母親を見つけると、母親はジョンの本名をマイケルだと明かし、ジェーンに彼と別れないように忠告して立ち去る。ジョンは隣家を利用して自宅に侵入する。家中に隠した武器を使って二人は疲れ果てるまで戦う。最終的にジョンが勝利し、ジェーンと自分に自白剤を注射する。錯乱した二人は他の個人的な秘密も含めて、殺すチャンスはあったが殺さなかったことや、愛し合っていたことを認める。以前会った別のスミス夫妻が自分たちを殺すために家に入ってきたので、二人はお互いが自分たちの命を狙った黒幕ではないことに気づく。もう一組のスミス夫妻は「超ハイリスク」の任務がスミスたちを処刑することであり、会社が全知全能だと言うの自分たちの信念だと明かす。二人はもう一人のジョンを無力化し、セーフルームに逃げ込むがジョンが致命傷を負っている。ジェーンは子供を作ることに同意し、本名をアラナだと明かし、残り1発の弾丸で最後の抵抗をする。ビルの外には3発の銃声が響く。 |                                                       |                              |                                                                             |              |

## 製作
2021年2月12日、ドナルド・グローヴァーとフィービー・ウォーラー＝ブリッジの製作および主演と、共同製作者兼ショーランナーにフランセスカ・スローンを迎えた映画を基にしたリブート版テレビシリーズが2022年にPrime Videoで公開されることが発表された。オリジナルの映画はダグ・ライマンが監督し、ブラッド・ピットとアンジェリーナ・ジョリーが主演していた。ウォーラー＝ブリッジはグローヴァーとの創作上の食い違いから2021年9月にプロジェクトから離脱した。2022年4月7日、マヤ・アースキンがウォーラー＝ブリッジの代役を務めることが発表された。
2022年6月29日、ミカエラ・コール、ジョン・タトゥーロ、ポール・ダノがゲスト出演することが報じられた。2022年9月22日、パーカー・ポージーとヴァグネル・モウラがリカーリング・ロールとしてキャストに加わったことが報じられた。
グローヴァーとスローンに加えて、番組ではヤリフ・ミルチャン、アーノン・ミルチャン、マイケル・シェイファー、スティーヴン・グローヴァー、アンソニー・カタガス、ヒロ・ムライ、ネイト・マッテソン、ジェニー・ロビンスが製作総指揮を勤めた。
撮影は2022年の夏に始められた。

## 公開
2022年9月23日、シリーズの公開が2022年から2023年に遅延することが報じられた。
2023年のハリウッドのストライキのさなか、Amazonは公開を2023年から「2024年初頭」に延期した。シリーズの全8話のエピソードは、2024年2月2日にPrime Videoで公開された。

## 宣伝
番組を宣伝するために一連のゲリラ・マーケティングの手法が使用された。2024年1月19日、消灯後の美術展で一足の靴が盗まれた。1月24日、2匹のファーリーがバスケットボールの試合場でタイラ・バンクスの隣に座った。1月25日、マーク・ノーマンドが出演するコメディショーがステージに駆け上がった見知らぬ二人によって中断された。これらのイベントに関するソーシャルメディアの投稿には、広告に関する免責事項が含まれていたが、広告の対象は特定されていなかった。『Gothamist』は、マーケティング会社のVerbが「ニューヨーク市の文化イベント」で開催される「HiHi Mission Contest」の出演者を募集していることを発見した。コメディクラブによれば、コメディショーは HiHi による収録で、インフルエンサーが招待されていたとのことである。

## 評価
レビュー収集サイトのRotten Tomatoesは、53の批評レビューに基づく平均7.8/10のレーティングと、91％の支持率を報じた。ウェブサイトの批評家たちのコンセンサスは、「原作の基本的な前提を基にして、『ミスター&ミセス・スミス』は、魅力的な主人公たちの化学反応によって刺激される人間関係のドラマの中にスパイの悪ふざけを定着させている」としている。Metacriticでは、24人の批評家に基づいて100点中79点の加重平均スコアを獲得しており、「全体的に好意的なレビュー」であることが示されている。
2024年2月9日、このシリーズがプライム・ビデオの全米総視聴者数で新シリーズのデビュー作として過去5本の指に入ったことが発表された。